# Daniel Scheinert
Daniel Scheinert, född 7 juni 1987 i Birmingham i Alabama, är en amerikansk filmregissör, manusförfattare, och filmproducent. Han utgör, tillsammans med kollegan Daniel Kwan, den andra halvan av filmskaparduon Daniels. Bland duons mest kända arbeten märks filmerna Swiss Army Man och Everything Everywhere All at Once, varav den sistnämnda filmen har vunnit pris för bland annat bästa film, bästa regi, och bästa originalmanus, på Oscarsgalan 2023.

## Filmografi (i urval)

### Filmer
- 2016 – Swiss Army Man
- 2022 – Everything Everywhere All at Once

### TV-serier
- 2013 – NTSF:SD:SUV:: (TV-serie)
- 2013 – Childrens Hospital (TV-serie)
- 2019 – On Becoming a God in Central Florida (TV-serie)
- 2023 – Star Wars: Skeleton Crew (TV-serie)

### Musikvideos
- 2011 – "Don't Stop (Color on the Walls)" (Foster the People)
- 2012 – "Simple Song" (The Shins)
- 2012 – "Houdini" (Foster the People)
- 2014 – "Turn Down for What" (DJ Snake feat. Lil Jon)